# Lee Chong Wei
Lee Chong Wei, född 11 oktober 1982, är en idrottare från Malaysia som tog silvermedaljer i herrsingel i badminton vid olympiska sommarspelen 2008 i Peking, 2012 i London och 2016 i Rio de Janeiro.

## Olympiska meriter

### Olympiska sommarspelen 2008
| Namn              | Gren   | 32-delsfinal | 16-delsfinal                     | 8-delsfinal                        | Kvartsfinal                            | Semifinal                             | Final                         | Final |
| Namn              | Gren   | Resultat     | Resultat                         | Resultat                           | Resultat                               | Resultat                              | Resultat                      | Plats |
| ----------------- | ------ | ------------ | -------------------------------- | ---------------------------------- | -------------------------------------- | ------------------------------------- | ----------------------------- | ----- |
| (2) Lee Chong Wei | Singel |              | Ronald Susilo (SIN) 21-13, 21-14 | Kęstutis Navickas (LTU) 21-5, 21-7 | (6) Sony Dwi Kuncoro (INA) 21-9, 21-11 | Lee Hyun-il (KOR) 21-18, 13-21, 21,13 | (1) Lin Dan (CHN) 12-21, 8-21 |       |